# Costaticella solida
Costaticella solida är en mossdjursart som först beskrevs av Levinsen 1909.  Costaticella solida ingår i släktet Costaticella och familjen Catenicellidae. Inga underarter finns listade i Catalogue of Life.